# Ambloy
Ambloy é uma comuna francesa na região administrativa do Centro, no departamento Loir-et-Cher. Estende-se por uma área de 12,77 km². Em 2010 a comuna tinha 193 habitantes (densidade: 15,1 hab./km²).